# Kōji Seki
Kōji Seki (jap. 関 浩二, Seki Kōji; * 26. Juni 1972 in der Präfektur Tokio) ist ein ehemaliger japanischer Fußballspieler.

## Karriere
Seki erlernte das Fußballspielen in der Jugendmannschaft von Yomiuri. Seinen ersten Vertrag unterschrieb er 1990 bei Yomiuri. Der Verein spielte in der höchsten Liga des Landes, der Japan Soccer League. Mit Gründung der Profiliga J.League 1992 und der damit verbundenen Neuorganisation des japanischen Fußballs wurde der Yomiuri zu Verdy Kawasaki. 1994 wechselte er zum Zweitligisten Tokyo Gas. Für den Verein absolvierte er 53 Spiele. 1996 wechselte er zum Erstligisten Bellmare Hiratsuka. Für den Verein absolvierte er 44 Erstligaspiele. Im Juni 1998 wechselte er zum Zweitligisten Tokyo Gas. Im Oktober 2010 wechselte er zum Erstligisten Consadole Sapporo. Am Ende der Saison 1998 stieg der Verein in die J2 League ab. Für den Verein absolvierte er 29 Spiele. Ende 1999 beendete er seine Karriere als Fußballspieler.

## Erfolge
Yomiuri/Verdy Kawasaki
- Japan Soccer League

Meister: 1990/91, 1991/92
- J1 League

Meister: 1993
- JSL Cup

Sieger: 1991
- J.League Cup

Sieger: 1992, 1993
- Kaiserpokal

Finalist: 1991, 1992